# Teresa Pizarro Beleza
Teresa Pizarro Beleza, também conhecida como Maria Teresa Couceiro Pizarro Beleza, (Porto, 23 de agosto de 1951) foi a primeira mulher a dirigir a Faculdade de Direito da Universidade Nova de Lisboa, entre 2009 e 2018. Feminista e ativista pela defesa da igualdade de género, na luta contra a discriminação em função da orientação sexual, pela defesa do direito ao aborto legal e pela morte assistida.

## Percurso
Maria Teresa Couceiro Pizarro Beleza, filha de Maria dos Prazeres Lançarote Couceiro da Costa e de José Júlio Pizarro Beleza, nasceu a 23 de Agosto de 1951, no Porto. Teresa Beleza é irmã de Leonor Beleza, presidente da Fundação Champalimaud e ex-ministra da Saúde, e de Maria dos Prazeres Beleza, vice-presidente do Supremo Tribunal de Justiça. 
Teresa Beleza é licenciada em Direito pela Faculdade de Direito da Universidade de Coimbra, Mestre em Criminologia pela Universidade de Cambridge (Inglaterra) e doutorada em Direito — Ciências Jurídicas, área de Direito Penal — pela Faculdade de Direito da Universidade de Lisboa. Teresa Beleza foi, enquanto mestranda e doutoranda, bolseira da Fundação Calouste Gulbenkian e do ex-Instituto Nacional de Investigação Científica, actual Fundação para a Ciência e Tecnologia.
Em 1998, Teresa Beleza ingressou na Faculdade de Direito da Universidade Nova de Lisboa e mais tarde tornou-se professora catedrática nesta Instituição. Em 2009, Teresa Beleza foi eleita a primeira mulher Directora desta Faculdade, permanecendo no cargo por dois mandatos, até ao ano de 2018. Nesta faculdade, Teresa Beleza exerceu ainda o cargo de Presidente do Conselho Pedagógico e foi também Responsável pelo Programa Erasmus e pelo Doutoramento em Direito. 
Teresa Beleza criou a disciplina de Direito das Mulheres e da Igualdade Social, introduzida no elenco das cadeiras de opção da licenciatura em Direito que começou a lecionar no ano de 1998.
Em 2014, juntou-se a vários colegas de outras Faculdades da Universidade Nova para construir um Doutoramento em Estudos sobre a Globalização. O Doutoramento foi financiado pela FCT e iniciou em Outubro de 2015. Em 2018, assumiu a coordenação do Doutoramento em Estudos de Género, conjuntamente com Anália Torres (ISCSP) e Manuel Lisboa (Nova-FCSH). 
Teresa Beleza dirige ainda a ANTÍGONA - Clínica de Igualdade e Discriminação, fundada na Faculdade de Direito da Universidade Nova.
Desde 2002, Teresa Beleza representa a Universidade Nova de Lisboa no European Inter-University Centre, com sede no Lido de Veneza, uma rede de 41 Universidades Europeias especializada no ensino, formação e investigação nas áreas dos Direitos Humanos e Democracia, e desde 2008 faz parte do respectivo Board of Administrators.
Teresa  Beleza foi vogal do Conselho Superior do Ministério Público, por designação do Ministro da Justiça, entre Dezembro de 1995 e Dezembro de 1999. Eleita por referência de Portugal para o Comité Europeu para a Prevenção da Tortura (CPT do Conselho da Europa) por um mandato de quatro anos, entre 1999 e 2003, levando a cabo missões de fiscalização das condições de detenção sob autoridade pública em vários países, nos termos da Convenção Europeia para a Prevenção da Tortura e Penas ou Tratamentos Desumanos e Degradantes (1987). Participou ainda pelo lado da União Europeia nos Diálogos sobre Direitos Humanos com a República Popular da China e a República Islâmica do Irão.
Em 2020, Teresa Beleza foi uma das assinantes do Manifesto para manter a disciplina de Cidadania e Desenvolvimento como obrigatória no 2º e 3º ciclos do Ensino Básico. Nesta disciplina são leccionados temas como a educação para a saúde e a sexualidade, o voluntariado, a igualdade de género ou a segurança rodoviária. 

## Obras
São diversas as obras da autoria de Teresa Beleza:
1. Mulheres, Direito, Crime ou a Perplexidade de Cassandra (1993) (dissertação de doutoramento, discutida em provas públicas em 6 de Janeiro de 1993). Associação Académica da Faculdade de Direito de Lisboa
2. Género e Direito: da Igualdade ao «Direito das Mulheres» (2000). in Themis, Ano I, nº2, Lisboa: Faculdade de Direito da Universidade Nova de Lisboa
3. A Criação Normativa das Relações de Género (2001). in Actas dos VII Cursos Internacionais de Verão de Cascais: Vol. 1 «Sexualidade na Civilização Ocidental», Cascais: Câmara Municipal de Cascais.
4. Antígona no reino de Creonte: O impacte dos Estudos Feministas no Direito. (2002). in ex aequo (Revista da APEM, Associação Portuguesa de Estudos sobre as Mulheres), nº6.
5. Sexualidade e lei: a liberdade sexual e os seus limites. (2003). in A Sexologia, perspectiva multidisciplinar II, eds L. Fonseca, C. Soares e Julio Machado Vaz, Coimbra, Quarteto.
6. Anjos e monstros. A construção das relações de género no Direito Penal. (2004). in ex aequo (Revista da APEM, Associação de Estudos sobre as Mulheres).
7. Constituição e Androginia: Matrix Reloaded?, N.º especial da Thémis “30 Anos da Constituição da República Portuguesa”
8. Violência Doméstica. (2008). Revista do CEJ, Número especial sobre a Reforma do Código Penal.
9. Human Rights Guidelines. From the Constitution to Sugar Bags. (2009).Teresa Pizarro Beleza and Helena Pereira de Melo. in 60 Years of the Universal Declaration of Human Rights in Europe, eds Vinodh Jaichand and Markku Suksi, Intersentia, Antwerp.
10. Of Bodies and Souls: Legal Issues of Human Cloning. (2009). Teresa Pizarro Beleza and Helena Pereira de Melo. in Liber Amicorum José Sousa Brito, Coimbra.
11. Carolina e o Voto.(2010). In: Carolina Beatriz Ângelo, Intersecções dos sentidos / palavras, actos e imagens, Dulce Helena Pires Borges (ed.), Instituto dos Museus e da Conservação /Museu da Guarda, Guarda.
12. Da Fogueira Ao Registo Civil. A Regulação Jurídica Da Intimidade. (2010). Prefácio a São José Almeida: Homossexuais no Estado Novo, Sextante Editora.
13. Direito das Mulheres e da Igualdade Social. (2010). A Construção Jurídica das Relações de Género. Edições Almedina, Coimbra.
14. Prostituição, lenocínio, HIV. A regulamentação da actividade de trabalhadoras do sexo. (2010). Teresa Pizarro Beleza e Helena Pereira de Melo. in HIV/AIDS Virtual Congress O VIH/SIDA e o Direito, Vítor Duque e André Dias Pereira (ed.s) SIDAnet, Associação Lusófona e Metatexto, Santarém.
15. Discriminação e contra-discriminação em razão da orientação sexual no direito português. (2010). Teresa Pizarro Beleza e Helena Pereira de Melo, Revista do Ministério Público, Ano 31, Julho / Setembro.
16. A prova criminal e as garantias de defesa: linhas de leitura e pontos de tensão. (2010). Teresa Pizarro Beleza e Frederico da Costa Pinto. in Prova criminal e direito de defesa: estudos sobre teoria da prova e garantias de defesa em processo penal. Coimbra : Almedina.
17. Direito das Mulheres e da Igualdade Social. A Construção Jurídica das Relações de Género. (2010). Coimbra, Almedina.
18. Legislating security, outlawing fear. (2011) in Luzius Mader and Marta Tavares de Almeida, eds. Quality of legislation – Principles and instruments, Nomos.
19. Women’s Rights in International Law. (2013). in Gender Violence in Armed Conflicts, cadernos Instituto de Defesa Nacional, Lx. a. Online at Pizarro Beleza, Teresa; Pereira de Melo, Helena (2015) Portugal: «‘Tropical Versailles’ in the Beginning of the Nineteenth Century» in First Fundamental Rights Documents in Europe : Commemorating 800 Years of Magna Carta. ed. / Markku Suksi; Kalliope Agapiou-Josephides; Jean-Paul Lehners; Manfred Nowak . Intersentia, 2015. p. 175-184.
20. Gender Issues. Equality And Human Rights. Some Thoughts and Cautionary Notes. (2015. in CIEG, Estudos de Género, Perspectivas multidisciplinares.
21. Consent – It’s as Simple as Tea. Notas sobre a relevância do dissentimento nos crimes sexuais, em especial na violação. (2016). in A Convenção de Istambul e Novas Leis Penais, Porto, UCP.
22. Ave, Europa, morituri te salutant. (2018). OPINIÃO. Jornal Público.[9]
23. Olympe de Gouges. (2019) in Kasey McCall-Smith, Jan Wouters, Felipe Gómez Isa, eds. Faces of Human Rights, Hart Publishing.
24. À espera de Gilead. (2019) OPINIÃO LEGISLATIVAS. Jornal Público.[10]
25. Pessoas, animais, bom senso e Código Penal. (2020). OPINIÃO. Jornal Público.[11]

## Reconhecimentos
São diversos os reconhecimento que Teresa Beleza obteve:
2021 - Prémio Maria Barroso 2020/2021.
2018 - Oradora na Celebração dos 70 anos da Declaração Universal dos Direitos Humanos organizada na Assembleia da República. Nesta sessão além dos Presidentes da República e da Assembleia da República falou também Vital Moreira.
1996 - Grande Oficial da Ordem do Infante, Presidente da República Portuguesa. (GO em 04/03/1996) 
1993 - Mulheres do Ano, Movimento Democrático de Mulheres.
1993 - Prémio Especial, Procópio.
1993 - Sócia Honorária, Associação Portuguesa de Mulheres Juristas.
1967 - Prémio D. Diniz, Sociedade Central de Cervejas

## Ligações Externas
- Peça televisiva na RTP sobre as provas públicas da sua tese de doutoramento (1993)